# Bell XP-52
El Bell XP-52 y el subsiguiente XP-59 fueron proyectos de diseño de aviones de caza de la Segunda Guerra Mundial, de la estadounidense Bell Aircraft Corporation.

## Desarrollo
Ambos proyectos presentaban una disposición de doble botalón con un motor montado en la parte posterior del fuselaje, moviendo hélices contrarrotativas propulsoras.
Cuando el proyecto XP-59 fue cancelado, la designación XP-59A fue usada como cobertura de un prototipo de avión de caza secreto, que entraría en producción como el P-59 Airacomet.

### XP-52
El diseño del XP-52 fue presentado como parte de una competición del Cuerpo Aéreo del Ejército de los Estados Unidos (USAAC) celebrada en el invierno de 1939.
El corto fuselaje llevaba un motor de pistones en la parte trasera, moviendo un par de hélices contrarrotativas en una configuración propulsora. Las alas estaban aflechadas con un ángulo de 20 grados, con un estabilizador horizontal montado detrás de la hélice en dos botalones que se extendían desde las propias alas. El fuselaje era inusualmente aerodinámico, redondo y con forma de barril, con la cabina del piloto localizada delante y totalmente integrada, y acabando el morro en una entrada de aire circular que estaba canalizada internamente hacia el motor.
El tren de aterrizaje era del tipo triciclo, retrayéndose las ruedas principales en los botalones de cola.
La propulsión iba a ser suministrada por un motor V12 invertido experimental, el Continental XIV-14330-3.

### XP-59
El XP-52 fue cancelado el 25 de noviembre de 1941 en favor de un nuevo diseño designado XP-59. Ligeramente mayor y más pesado que su predecesor, el XP-59 era un nuevo diseño aunque generalmente similar en cuanto a disposición, e iba a ser propulsado por un motor Pratt & Whitney R-2800-23 de 1500 kW (2000 hp).
El 3 de octubre de 1941 fue firmado el contrato por el primer caza a reacción de Bell. El prototipo fue designado XP-59A y entraría en producción como el P-59 Airacomet. El XP-59 original fue cancelado.

## Variantes
XP-52
Diseño de configuración propulsora y doble botalón. No construido.
XP-59
Nuevo diseño con la misma disposición que el XP-52, ligeramente mayor. No construido.

## Especificaciones (XP-52, según fue diseñado)
Referencia datos: The American Fighter

### Características generales
- Tripulación: Uno (piloto)
- Longitud: 10,4 m (34,1 ft)
- Envergadura: 10,7 m (35,1 ft)
- Altura: 2,8 m (9,2 ft)
- Superficie alar: 21,6 m² (232,5 ft²)
- Peso vacío: 3102,6 kg (6838,1 lb)
- Peso cargado: 3968,9 kg (8747,5 lb)
- Planta motriz: 1× motor lineal V-12 invertido Continental XIV-14330-3.

### Rendimiento
- Velocidad máxima operativa (Vno): 684 km/h (425 MPH; 369 kt) a 5943,6 m
- Alcance: 1545 km (834 nmi; 960 mi)
- Techo de vuelo: 12 192 m (40 000 ft)
- Tiempo para los 6096 m (20 000 pies): 6,3 min

## Aeronaves relacionadas

### Aeronaves similares
- Vultee XP-54 Swoose Goose
- De Havilland Vampire
- Saab 21

### Secuencias de designación
- Secuencia Numérica (interna de Bell): ← 13 - 14 - 15 - 16 - 17 - 18 - 19 - 20 - 21 - 22 →
- Secuencia P-_ (Cazas (Pursuit) del USAAC/USAAF/USAF, 1924-1962): ← XP-49 - XP-50 - P-51 - XP-52 - P-53 - XP-54 - XP-55 - P-56 - P-57 - P-58 - XP-59 - P-59 - P-60 - P-61/C →